# Чжоу Гуаньюй

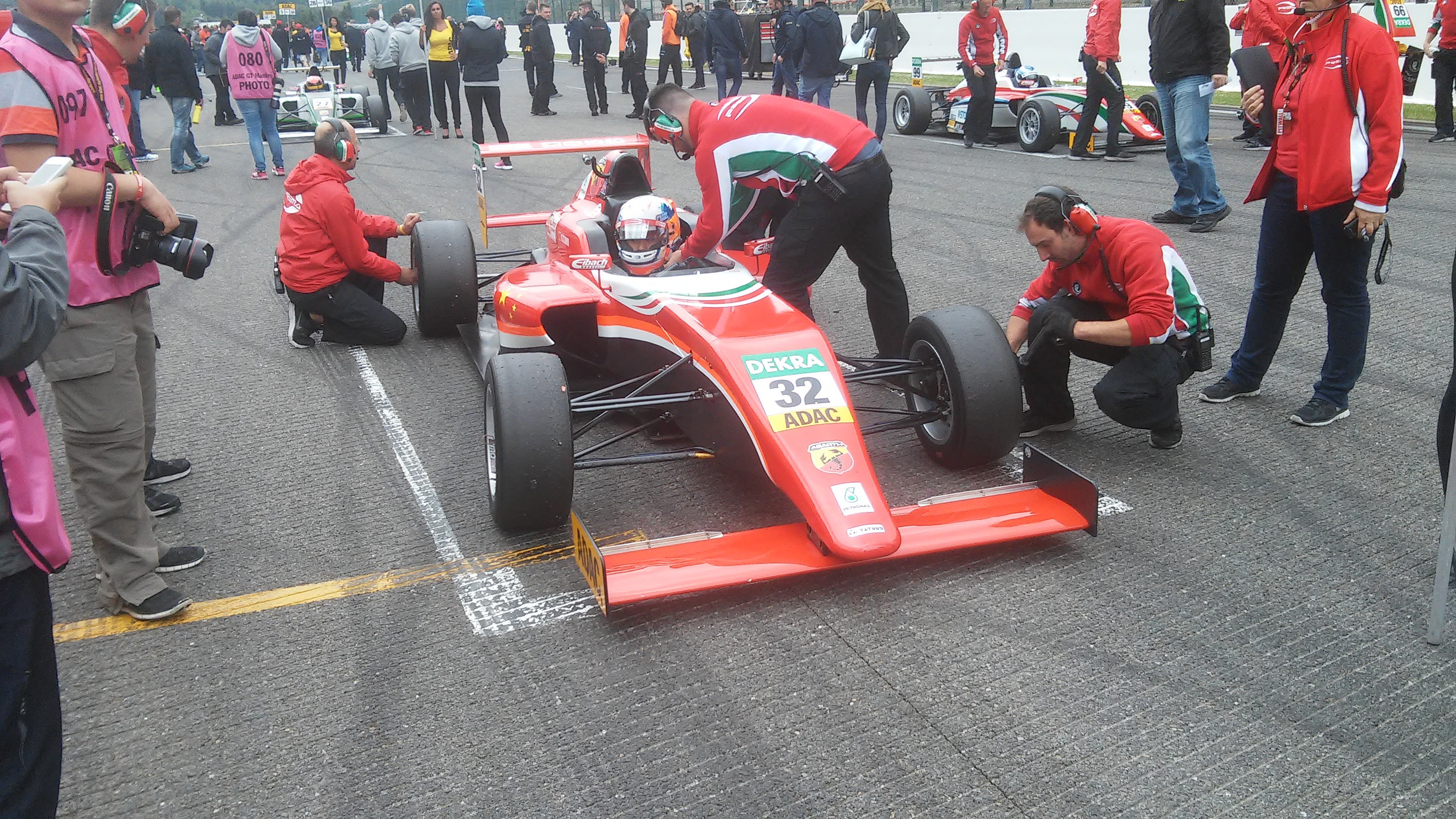
Чжоу на стартовій решітці гонки ADAC F4 в Спа

Чжоу Гуаньюй (спрощ.: 周冠宇; піньїнь: Zhōu Guànyǔ; нар. 30 May 1999) китайський автогонщик, який виступає в чемпіонаті Формули-1 за команду Sauber Motorsport . Він виступав в Формулі-2 за UNI-Virtuosi Racing з 2019 по 2021 рік, здобувши третє місце в чемпіонаті 2021 року.
Колишній гонщик Alpine Academy, він був тест-пілотом у Renault F1 Team та Alpine F1 Team у 2020 та 2021 роках відповідно. До цього був в Ferrari Driver Academy з 2014 по 2018 рік, а в 2018 році був гонщиком розвитку команди Формули E DS Techeetah.

## Кар'єра

### Картинг
Почавши займатися картингом, коли йому було вісім років у Китаї, Чжоу переїхав до Шеффілда в 2012 році для більш конкурентоспроможного гоночного середовища. У 2013 році в гонках із командою Strawberry Racing із Шеффілда він виграв національний чемпіонат Super 1 Rotax Max Junior та Rotax Max Euro Challenge. У свій останній рік у картингу Чжоу посів 2-е місце в Rotax Max Senior Euro Challenge і брав участь в окремих етапах Кубка чемпіонів WSK та Чемпіонату Європи KF2. Також він виступив на одному з етапів Чемпіонату світу з картингу, представляючи команду Ricky Flynn Motorsport разом з Ландо Норрісом і Джеганом Дарувала.

### Формула 4
Чжоу приєднався до Prema Powerteam для участі в чемпіонаті італійської Формули 4 2015 року. Після перемоги у всіх трьох гонках на 2-му етапі в Монці та стабільного фінішування на подіумі, Чжоу завершив сезон як віце-чемпіон і найкращий новачок. Він також брав участь на окремих етапах німецького чемпіонату ADAC F4, досягнувши двох подіумів у Шпілберзі та Спа.

### FIA Formula 3 European Championship
Чжоу приєднався до команди Motopark для вступу в FIA European F3 Championship 2016 року. Після успішних етапів на Поль Рікарді та Хунгароринзі, фінішувавши на 2 подіумах, Чжоу намагався знайти темп протягом 2-ї половини сезону, фінішувавши 13-им у своєму першому сезоні.
Чжоу залишився на другий сезон у Формулі 3, повернувшись до Prema і піднявся до 8-го місця в турнірній таблиці з 5 подіумами. Основні моменти сезону включали лідерство в третій гонці у Спа та стримування Ландо Норріса на передостанньому етапі.
Після припущень про можливий перехід у Формулу 2, Чжоу залишився з Prema на третій сезон F3. Після першої перемоги в кар'єрі в Пау, подіуму на Хунгароринзі і трьох послідовних подіумів у Зандворті, Чжоу опинився на другому місці в заліку, лише на одне очко відстаючи від товариша по команді Маркуса Армстронга. Незважаючи на сильний кваліфікаційний темп у Спа та Сільверстоуні, Чжоу 4 рази поспіль сходив через серію зіткнень з товаришем по команді та проколи шин. Чжоу виграв свою другу гонку Формули-3 в Гоккенгаймі, закінчивши сезон 8-м у турнірній таблиці, отримавши 3 поули та 2 перемоги.

### Формула 1
У середині 2014 року він приєднався до Ferrari Driver Academy, ще займаючись картингом. Він залишався з Ferrari Driver Academy до кінця 2018 року. У 2019 році він приєднався до Renault Sport Academy і працював гонщиком розвитку команди Renault Formla One Team. У 2020 році Чжоу став тест-пілотом Renault.
Він також брав участь у серії віртуальних Гран-прі з командою Renault, серії кіберспорту, запущеної FIA, замість Гран-прі Формули-1, відкладеного або скасованого через пандемію коронавірусу. Він виграв дебютний віртуальний Гран-прі Бахрейну. Чжо разом із П’ястрі та Лундгаардом взяли участь в тестах Renault R.S.18 на Міжнародному автодромі Бахрейну в 2020 році. Наприкінці 2020 року він разом із Фернандо Алонсо взяв участь у післясезонних тестах Renault в Абу-Дабі. Він дебютував на етапі Формули-1 у складі Alpine F1 Team під час першого тренування на Гран-прі Австрії 2021 року, ставши другим гонщиком з материкового Китаю, який брав участь у Гран-прі Формули-1 після Ма Цінхуа.

#### Alfa Romeo
Чжоу підписав контракт з Alfa Romeo на сезон Формули-1 2022 року, де він буде партнером Вальттері Боттаса, ставши першим постійним гонщиком Формули-1 з Китаю. У прес-релізі після оголошення Чжоу заявив, що він «добре підготовлений до величезного виклику Формули-1» і що його вихід у серію стане «проривом в історії китайського автоспорту». Чжоу обрав номер 24 своїм постійним гоночним номером на честь свого спортивного героя Кобі Браянта. Під час свого дебюту в Бахрейні Чжоу пройшов кваліфікацію 15-м, але відігрався після поганого старту в гонці і фінішував 10-м, набравши одне очко.

## Результати виступів

### Загальна статистика
| Сезон   | Серія                               | Команда                      | Гонки          | Перемоги       | Поули          | Н/к            | Подіуми        | Очки           | Місце          |
| ------- | ----------------------------------- | ---------------------------- | -------------- | -------------- | -------------- | -------------- | -------------- | -------------- | -------------- |
| 2014    | Italian F4 Winter Trophy            | Prema Powerteam              | 2              | 0              | 0              | 0              | 2              | N/A            | N/A            |
| 2015    | Italian F4 Championship             | Prema Powerteam              | 21             | 3              | 2              | 0              | 9              | 223            | 2              |
| 2015    | ADAC Formula 4 Championship         | Prema Powerteam              | 9              | 0              | 0              | 0              | 2              | 45             | 15             |
| 2016    | FIA Formula 3 European Championship | Motopark                     | 30             | 0              | 0              | 0              | 2              | 101            | 13             |
| 2016    | Masters of Formula 3                | Motopark                     | 1              | 0              | 0              | 1              | 0              | N/A            | 16             |
| 2016    | Гран-прі Макао                      | Motopark                     | 1              | 0              | 0              | 0              | 0              | N/A            | 15             |
| 2016    | Toyota Racing Series                | M2 Competition               | 15             | 1              | 0              | 1              | 4              | 685            | 6              |
| 2017    | FIA Formula 3 European Championship | Prema Powerteam              | 30             | 0              | 0              | 0              | 5              | 149            | 8              |
| 2017    | Гран-прі Макао                      | Prema Powerteam              | 1              | 0              | 0              | 0              | 0              | N/A            | 8              |
| 2017–18 | Formula E                           | Techeetah                    | Пілот розвитку | Пілот розвитку | Пілот розвитку | Пілот розвитку | Пілот розвитку | Пілот розвитку | Пілот розвитку |
| 2018    | FIA Formula 3 European Championship | Prema Theodore Racing        | 30             | 2              | 3              | 1              | 6              | 203            | 8              |
| 2018    | Гран-прі Макао                      | SJM Theodore Racing by Prema | 1              | 0              | 0              | 0              | 0              | N/A            | 11             |
| 2019    | FIA Formula 2 Championship          | UNI-Virtuosi Racing          | 22             | 0              | 1              | 2              | 5              | 140            | 7              |
| 2020    | FIA Formula 2 Championship          | UNI-Virtuosi Racing          | 24             | 1              | 1              | 4              | 6              | 151.5          | 6              |
| 2020    | Формула-1                           | Renault DP World F1 Team     | Тест-пілот     | Тест-пілот     | Тест-пілот     | Тест-пілот     | Тест-пілот     | Тест-пілот     | Тест-пілот     |
| 2021    | FIA Formula 2 Championship          | UNI-Virtuosi Racing          | 22             | 4              | 1              | 1              | 9              | 183            | 3              |
| 2021    | F3 Asian Championship               | Abu Dhabi Racing by Prema    | 15             | 4              | 5              | 5              | 11             | 257            | 1              |
| 2021    | Формула-1                           | Alpine F1 Team               | Тест-пілот     | Тест-пілот     | Тест-пілот     | Тест-пілот     | Тест-пілот     | Тест-пілот     | Тест-пілот     |
| 2022    | Формула-1                           | Alfa Romeo F1 Team Orlen     | 22             | 0              | 0              | 1              | 0              | 6              | 18             |
| 2023    | Формула-1                           | Alfa Romeo F1 Team Stake     | 22             | 0              | 0              | 1              | 0              | 6              | 18             |
| 2024    | Формула-1                           | Stake F1 Team Kick Sauber    | 24             | 0              | 0              | 0              | 0              | 4*             | 20*            |

* Сезон триває.

### Формула-1
| Сезон    | Команда                   | Шасі            | Двигун                      | 1      | 2      | 3      | 4        | 5        | 6        | 7      | 8        | 9        | 10       | 11     | 12       | 13       | 14       | 15     | 16     | 17       | 18     | 19     | 20       | 21     | 22     | 23    | 24     | Місце | Очки |
| -------- | ------------------------- | --------------- | --------------------------- | ------ | ------ | ------ | -------- | -------- | -------- | ------ | -------- | -------- | -------- | ------ | -------- | -------- | -------- | ------ | ------ | -------- | ------ | ------ | -------- | ------ | ------ | ----- | ------ | ----- | ---- |
| 2021     | Alpine F1 Team            | Alpine A521     | Renault E-Tech 20B 1.6 V6 t | БАХ    | ЕМІ    | ПОР    | ІСП      | МОН      | АЗЕ      | ФРА    | ШТИ      | АВТ Тест | ВЕЛ      | УГО    | БЕЛ      | НІД      | ІТА      | РОС    | ТУР    | США      | МЕХ    | САП    | КАТ      | САУ    | АБУ    |       |        | –     | –    |
| 2022     | Alfa Romeo F1 Team Orlen  | Alfa Romeo C42  | Ferrari 066/7 1.6 V6 t      | БАХ 10 | САУ 11 | АВС 11 | ЕМІ 15   | МАЯ Схід | ІСП Схід | МОН 15 | АЗЕ Схід | КАН 8    | ВЕЛ Схід | АВТ 14 | ФРА · 16 | УГО 13   | БЕЛ 14   | НІД 16 | ІТА 10 | СІН Схід | ЯПО 16 | США 12 | МЕХ 13   | САП 12 | АБУ 12 |       |        | 18    | 6    |
| 2023     | Alfa Romeo F1 Team Stake  | Alfa Romeo C43  | Ferrari 066/10 1.6 V6 t     | БАХ 16 | САУ 13 | АВС 9  | АЗЕ Схід | МАЯ 16   | МОН 13   | ІСП 9  | КАН 16   | АВТ 12   | ВЕЛ 15   | УГО 16 | БЕЛ 13   | НІД Схід | ІТА 15   | СІН 12 | ЯПО 13 | КАТ 9    | США 13 | МЕХ 15 | САП Схід | ЛВГ 15 | АБУ 17 |       |        | 18    | 6    |
| 2024     | Stake F1 Team Kick Sauber | Kick Sauber C44 | Ferrari 066/12 1.6 V6 t     | БАХ 11 | САУ 18 | АВС 15 | ЯПО Схід | КИТ 14   | МАЯ 14   | ЕМІ 15 | МОН 16   | КАН 15   | ІСП 13   | АВТ 17 | ВЕЛ 18   | УГО 19   | БЕЛ Схід | НІД 20 | ІТА 18 | АЗЕ 14   | СІН 15 | США 19 | МЕХ 15   | САП 15 | ЛВГ 13 | КАТ 8 | АБУ 13 | 20*   | 4*   |
| Джерело: |                           |                 |                             |        |        |        |          |          |          |        |          |          |          |        |          |          |          |        |        |          |        |        |          |        |        |       |        |       |      |

* Сезон триває.